# Michael Wincott
Michael Anthony Claudio Wincott (Toronto, 21 gennaio 1958) è un attore canadese.
Famoso per ruoli molto diversi in film come Robin Hood - Principe dei ladri, Il corvo - The Crow, 1492 - La conquista del paradiso, I tre moschettieri, Alien - La clonazione, Nella morsa del ragno - Along Came a Spider, Montecristo, Basquiat e Strange Days. È in molti film antagonista o "cattivo" ed è noto per la sua voce ruvida e grave.

## Biografia
Nasce a Scarborough in Canada da padre inglese, William Wincott, e madre italiana originaria di Piacenza, Irene Lucia Buzzetti. Suo fratello maggiore è l'attore Jeff Wincott. Frequenta il Cedarbrae Collegiate a Scarborough e, successivamente, l'Università di Toronto. Si diploma alla Juilliard Drama School nel 1986. È appassionato di scherma (ha infatti interpretato diversi ruoli da spadaccino, come ad esempio ne Il corvo - The Crow) e suona alcuni strumenti, tra cui batteria, chitarra e armonica a bocca.

### Carriera cinematografica
Wincott ha interpretato ruoli sia in film indipendenti che in produzioni maggiori, ispirandosi ad attori come Gary Oldman, Sean Penn e Johnny Depp, per i quali nutre grande ammirazione. Tra i ruoli più conosciuti, Guy di Gisbourne in Robin Hood - Principe dei ladri, Rene Ricard, il mentore di Jean-Michel Basquiat, nella pellicola biografica Basquiat (1996), il perfido signore del crimine Top Dollar nel film Il corvo - The Crow (1994), Rochefort ne I tre moschettieri (1993), Paul A. Rothchild, produttore dei The Doors in The Doors (1991), Armand Dorleac, il sadico carceriere in Montecristo (2002), e co-protagonista con Eddie Murphy in Uno sbirro tuttofare (1997). Ha interpretato anche un ruolo in Strange Days, film del 1995 di Kathryn Bigelow, scritto e prodotto da James Cameron. Ha avuto anche un'esperienza come doppiatore nel film d'animazione della Disney Il pianeta del tesoro, in cui ha dato voce al malvagio alieno marinaio Scroop.

## Filmografia

### Attore

#### Cinema
- Il siciliano, regia di Michael Cimino (1987)
- Talk Radio, regia di Oliver Stone (1988)
- I maledetti di Broadway (Bloodhounds of Broadway), regia di Howard Brookner (1989)
- Nato il quattro luglio (Born on the Fourth of July), regia di Oliver Stone (1989)
- Robin Hood - Principe dei ladri (Robin Hood: Prince of Thieves), regia di Kevin Reynolds (1991)
- The Doors, regia di Oliver Stone (1991)
- 1492 - La conquista del paradiso (1492: Conquest of Paradise), regia di Ridley Scott (1992)
- I tre moschettieri (The Three Musketeers), regia di Stephen Herek (1993)
- Triplo gioco (Romeo Is Bleeding), regia di Peter Medak (1993)
- Il corvo - The Crow (The Crow), regia di Alex Proyas (1994)
- Panther, regia di Mario Van Peebles (1995)
- Strange Days, regia di Kathryn Bigelow (1995)
- Dead Man, regia di Jim Jarmusch (1995)
- Basquiat, regia di Julian Schnabel (1996)
- Uno sbirro tuttofare (Metro), regia di Thomas Carter (1997)
- Alien - La clonazione (Alien Resurrection), regia di Jean-Pierre Jeunet (1997)
- Inganno ad Atlantic City (Gunshy), regia di Jeff Celentano (1998)
- Il mistero del floppy disk (Hidden Agenda), regia di Iain Paterson (1999)
- Prima che sia notte (Before Night Falls), regia di Julian Schnabel (2000)
- Nella morsa del ragno (Along Came a Spider), regia di Lee Tamahori (2001)
- Montecristo (The Count of Monte Cristo), regia di Kevin Reynolds (2002)
- The Assassination (The Assassination of Richard Nixon), regia di Niels Mueller (2004)
- Caccia spietata (Seraphim Falls), regia di David Von Ancken (2006)
- Lo scafandro e la farfalla (Le scaphandre et le papillon), regia di Julian Schnabel (2007)
- Disastro a Hollywood (What Just Happened?), regia di Barry Levinson (2008)
- Hitchcock, regia di Sacha Gervasi (2012)
- Knight of Cups, regia di Terrence Malick (2015)
- Il fuoco della giustizia (Forsaken), regia di Jon Cassar (2015)
- Ghost in the Shell, regia di Rupert Sanders (2017)
- Nope, regia di Jordan Peele (2022)

#### Televisione
- Miami Vice – serie TV, episodio 4x19 (1988)
- Strangers, episodio "Leave", regia di Jean-Marc Vallée (1996) - Serie TV
- 24: Live Another Day, regia di Jon Cassar (2014) - Serie TV
- Westworld - Dove tutto è concesso (Westworld) – serie TV, episodi 1x01-1x05 (2016)
- Veni Vidi Vici, regia di Rafael Edholm (2017) - Serie TV

### Doppiatore
- Scroop in Il pianeta del tesoro
- Profeta della Verità in Halo 2
- Jules Merit in Syndicate (videogioco 2012)
- Morte in Darksiders II

## Doppiatori italiani
Nelle versioni in italiano delle opere in cui ha recitato, Michael Wincott è stato doppiato da:
- Fabrizio Pucci in Robin Hood - Principe dei ladri, Nope
- Massimo Corvo in 1492 - La conquista del paradiso, Dead Man
- Edoardo Siravo in Triplo gioco, Westworld - Dove tutto è concesso
- Mauro Magliozzi in Strange Days, Alien - La clonazione
- Gaetano Varcasia ne Il siciliano
- Marco Guadagno in Talk Radio
- Marco Mete ne I maledetti di Broadway
- Piero Tiberi in The Doors
- Paolo Buglioni ne I tre moschettieri
- Mario Cordova ne Il corvo - The Crow
- Mino Caprio in Basquiat
- Ennio Coltorti in Uno sbirro tuttofare
- Sergio Di Stefano in Nella morsa del ragno
- Giuliano Santi in Montecristo
- Nino Prester in The Assassination
- Mario Bombardieri in Caccia spietata
- Christian Iansante in Disastro a Hollywood
- Massimo Lodolo in Hitchcock
- Luca Biagini in 24: Live Another Day
- Alessandro D'Errico ne Il fuoco della giustizia
- Pino Insegno in Ghost in the Shell
- Simone Mori in Robin Hood - Principe dei ladri (ridoppiaggio)

Da doppiatore è sostituito da:
- Luca Ward ne Il pianeta del tesoro
- Gianni Quillico in Halo 2
- Dario Oppido in Syndicate
- Natale Ciravolo in Darksiders II